# Нивы (Калининградская область)
Нивы — посёлок в Балтийском районе Калининградской области. Входит в состав сельского поселения Дивное.

## Географическое положение
Черемухино расположено в 26 километрах к северо-западу от Калининграда. До 1945 года в Компенене была остановочная платформа железнодорожной линии Фишхаузен-Мариенхоф.

## История
Компенен был основан в 1310 году. В 1945 году по итогам Второй Мировой войны включён в состав СССР. В 1946 году Компенен был переименован в Нивы. С 1947 по 2008 входил в состав Поваровского сельсовета. С 2008 года относится к сельскому поселению Дивное.

## Население
| 2002 | 2010 |
| ---- | ---- |
| 5    | →5   |